# Mariana Lvivna Dolynska
Mariana Lvivna Dolynska (tiếng Ukraina: Мар'яна Долинська; sinh ngày 2 tháng 3 năm 1952, Lviv) là một nhà khoa học người Ukraina. Bà là Tiến sĩ Lịch sử, giáo sư khoa Lịch sử tại Đại học Công giáo Ukraina. Bà là ủy viên Hội đồng thành phố Lviv khóa 1. Bà được ghi nhận có nhiều đóng góp tích cực cho hoạt động của các đại biểu và ủy ban chính quyền đối trong các vấn đề liên quan đến địa danh lịch sử ở Lviv.

## Tiểu sử
Bà sinh ngày 2 tháng 3 năm 1952, tại Lviv. Cha của bà là nhà sử học nghệ thuật Lev Volodymyrovych Dolynskyi và mẹ bà là Yaroslavy Dolynskoi, một giáo viên (thuộc gia tộc Yurkiv). Bà là hậu duệ của Luka Dolynskyi, một nghệ sĩ người Lviv sống vào cuối thế kỷ 18 và là chắt gái của linh mục Công giáo Hy Lạp và nhà dân tộc chí Mykhailo Ivanovych Zubrytskyi. Trong những năm 1940-1941, gia đình bà bị chính quyền Liên Xô trấn áp trong lần chiếm đóng các lãnh thổ phía đông Ukraina lần đầu tiên.

## Giáo dục
Bà theo học tại Khoa Lịch sử của Đại học Nhà nước Ivan Franko Lviv từ năm 1969. Năm 1973, bà bị đình chỉ việc học vì là thành viên của một hội nhóm nghiên cứu lịch sử Ukraina không chính thống. Sau khi bị đình chỉ việc học, bà không thể xin được việc làm theo ngành mà bà theo đuổi. Vì lí do đó, bà phải xin vào làm tại Nhà máy Xe buýt Lviv, Lvivenerho và nhiều nơi khác. Đồng thời, năm 1983, bà được nhận vào học tại Khoa Cơ khí của Viện Bách khoa Lviv, chuyên ngành cơ khí chính xác.
Sau này, bà tiếp tục theo học Khoa Lịch sử tại trường trong những năm sau khi Ukraina độc lập và tốt nghiệp năm 1993.

## Hoạt động khoa học
Bà công tác tại viện khoa học và phục dựng Ukrzakhidproektrestavratsiia từ năm 1989 đến năm 1992.
Từ năm 1992 đến năm 2011, bà đã giữ nhiều chức vụ khác nhau, đầu tiên là trợ lý, sau đó là giảng viên cấp cao và từ năm 1998 là Phó giáo sư tại Khoa Phục hồi và Tái thiết các quần thể kiến trúc tại Viện Kiến trúc, Đại học Bách khoa Quốc gia Lviv.
Năm 1997, bà bảo vệ luận án Phó tiến sĩ Lịch sử về chủ đề "Khu người Ukraina (Ruthenia) ở Lviv trong thế kỷ 16-19 (đặc điểm dân số xã hội)."
Từ năm 2004 đến năm 2007, bà hoàn thành nghiên cứu Tiến sĩ khoa học tại Khoa Lịch sử Trung đại của Viện Nghiên cứu Ukraina I. Krypiakevycha thuộc Viện Hàn lâm Khoa học Quốc gia Ukraina. Năm 2007, bà bảo vệ luận án về "Địa hình học lịch sử của Lviv từ thế kỷ 14 đến thế kỷ 19" tại Đại học Quốc gia Ivan Franko Lviv cho bằng Tiến sĩ khoa học Lịch sử.
Từ năm 2011 đến nay, bà là giáo sư tại Khoa Nghiên cứu Cổ điển, Đế quốc Đông La Mã và Trung đại, trường Nhân văn học thuộc Đại học Công giáo Ukraina. Bà là người chủ trì hội thảo lịch sử và thành phố của trường Nhân văn học từ năm 2011 đến năm 2018. Bà đã chỉ đạo thực hiện nghiên cứu "Bản đồ tương tác Lviv" để minh họa sinh động quá trình phát triển không gian đô thị của Lviv và các vùng lân cận của Galicia trong giai đoạn từ thế kỷ 14 đến 18.
Lĩnh vực nghiên cứu của bà bao gồm đô thị học lịch sử, địa danh học lịch sử, địa hình học lịch sử, lý thuyết và phương pháp địa hình học lịch sử và địa hình học xã hội, lịch sử cảnh quan của Lviv.
Bà là giảng viên của các khóa giảng: "Phương pháp luận của công tác khoa học", "Các bộ môn lịch sử đặc biệt", "Địa lý học lịch sử", "Lịch sử Lviv: Không gian và cư dân", "Lịch sử Lviv: Biên giới và thủy vực", "Lịch sử Lviv: Công viên", "Cơ sở lý thuyết về địa hình học lịch sử", "Các vấn đề chọn lọc của địa lý học lịch sử", "Địa danh học lịch sử", "vi địa danh học của Lviv", "Lviv:  huyền thoại và thực tế".

## Hoạt động xã hội
Bà là ủy viên Hội đồng thành phố Lviv khóa đầu tiên, từ năm 1990-1994. Trong thời gian này, bà cũng là chủ tịch ủy ban về các vấn đề văn hóa của Hội đồng thành phố Lviv, đồng thời là thành viên của ủy ban chuyên gia về đổi tên đường phố ở Lviv.
Từ năm 1996 đến năm 2009, bà lần lượt giữ chức phó chủ tịch và chủ tịch "Hội người yêu mến Lviv" (tiếng Ukraina: Товариство шанувальників Львова).

## Tác phẩm
- Львів: простір і мешканці (історико-урбаністичний нарис). — Lviv, 2005
- Історична топографія Львова XIV—XIX ст. — Lviv: Видавництво Національного університету «Львівська політехніка», 2006. — 356 tr.
- «Вулиці» львівських передмість у фіскальних документах останньої третини XVIII ст. // Зап. НТШ. Пр. комісії спец. (допоміж.) істор. дисциплін. — Lviv, 2006. — tr. 152;
- Теоретична реконструкція історичної топографії містечка (на прикладі смт. Кути): навч. посібн.– Вид.-во НУЛП, 2007. — 100 tr.
- Теоретична реконструкція історичної топографії містечка (на прикладі смт Кути). — Lviv, 2008.
- Капраль М., Долинська М. Процес локації міста Львова на магдебурзькому праві у XIII—XIV ст. // Atlas thành phố lịch sử Ukraina. Т. 1.: Lviv / Biên tập khoa học: Myrona Kapralia. — Nhà xuất bản: «Картографія», 2014. — 95 tr., tr. 21-25; 26-43; 51-57.
- Долинська, М. (2018) Новий підхід до методики класифікації урбанонімів (на прикладі Львова). / Фелонюк А., Халак Н. &Скочиляс І. (eds). На межі між Сходом і Заходом. Львівські історичні праці. // Матеріали засідань і конференцій. Lviv. Львівське відділення інституту української археографії та джерелознавства ім.. М. С. Грушевського НАН України. — 151—170 tr.
- Dolynska, M. (2018) Some princeples of Interdisciplinary Investigation for Reacreating the Historical Topography of Urban Spaces. Studia Rocznik historyczno-geograficzny. 6, 169—184 tr.